# Bieganowo (Września)
Pour les articles homonymes, voir Bieganowo.
Bieganowo (prononciation : [bjɛɡaˈnɔvɔ]) est un village polonais de la gmina de Kołaczkowo dans le powiat de Września de la voïvodie de Grande-Pologne dans le centre-ouest de la Pologne.
Il se situe à environ 8 kilomètres au nord-est de Kołaczkowo (siège de la gmina), à 11 kilomètres au sud-est de Września (siège du powiat) et à 55 kilomètres à l'est de Poznań (capitale régionale).

## Histoire
De 1975 à 1998, le village faisait partie du territoire de la voïvodie de Poznań.

Depuis 1999, Bieganowo est situé dans la voïvodie de Grande-Pologne.